# Малый Ингирь
Малый Ингирь — река в России, протекает в Нейском районе Костромской области. Устье реки находится в 15 км по правому берегу реки Кильня. Длина реки составляет 16 км.
Исток Малого Ингиря находится в 5 км к северу от посёлка Школьный и в 25 км к югу от города Кологрив. Река течёт на юг по лесному массиву, в среднем течении на правом берегу деревни Федотово и Никитское. Крупных притоков нет. Впадает в Кильню в 21 км к северо-западу от посёлка Октябрьский.

## Данные водного реестра
По данным государственного водного реестра России относится к Верхневолжскому бассейновому округу, водохозяйственный участок реки — Унжа от истока и до устья, речной подбассейн реки — Бассей притоков Волги ниже Рыбинского водохранилища до впадения Оки. Речной бассейн реки — (Верхняя) Волга до Куйбышевского водохранилища (без бассейна Оки).
По данным геоинформационной системы водохозяйственного районирования территории РФ, подготовленной Федеральным агентством водных ресурсов:
- Код водного объекта в государственном водном реестре — 08010300312110000016430
- Код по гидрологической изученности (ГИ) — 110001643
- Код бассейна — 08.01.03.003
- Номер тома по ГИ — 10
- Выпуск по ГИ — 0